# 4393 Dawe
4393 Dawe је астероид чија средња удаљеност од Сунца износи 3,212 астрономских јединица (АЈ).
Апсолутна магнитуда астероида је 12,5.